# Polyodon tuberculata
Polyodon tuberculata — викопний вид осетроподібних риб родини Веслоносові (Polyodontidae) роду Північноамериканський веслоніс (Polyodon). Риба мешкала у прісних водоймах Північної Америки у палеоцені, 60 млн років тому. Скам'янілі рештки виду знайдені у відкладеннях формування Туллок штату Монтана, США. Від близького сучасного виду Polyodon spathula відрізняється подовженими зябровими щетинками.